# 水銀玻璃
水銀玻璃是指鍍了銀的玻璃，將玻璃吹成兩片，再以液態銀鍍銀於兩片玻璃之中，然後密封起來。雖然水銀被用來製作鏡子，但從來沒有被用來製作餐具。水銀玻璃生產於1840年左右至最少1930年間，在波希米亞（今捷克共和國中西部）、英格蘭、德國和美國等地製造。產品有花瓶、酒杯和其他所有類型的餐具等，以繪畫、上釉、蝕刻和雕刻等技術修飾著。